# Al-Mafrak
Al-Mafrak (arab. المفرق) – miasto w północnej Jordanii, w oazie, na północny wschód od Ammanu; stolica muhafazy Al-Mafrak; 56,3 tys. mieszkańców (2008); główny węzeł komunikacyjny północnej części kraju; ośrodek handlu i rzemiosła.